# Jelson da Costa Antunes
Jelson da Costa Antunes (Itaboraí, 9 de novembro de 1927   — Niterói, 31 de julho de 2006) foi um empresário brasileiro no ramo de transporte rodoviário de passageiros, nascido em Itaboraí no estado do Rio de Janeiro, sócio fundador do Grupo JCA.

## História
Jelson Antunes nasceu no ano de 1927 na cidade de Itaboraí, sendo descendente de caboclo e belga.
Após atuar como de aprendiz de eletricista a cobrador, de motorista a gerente resolveu comprar seu primeiro ônibus, em sociedade com um irmão, que foi reformado pelo próprio Jelson e agregado à frota da Viação Niterói.
Resolveu desfazer a sociedade com o irmão em 1949 e se transferiu para Macaé, comprando a Viação Líder, com apenas um único ônibus, atuando na linha entre Macaé e Quissamã, no interior do Estado do Rio. Continuou prosperando até ter quatro ônibus, mas decidiu vender a primeira empresa e comprar a Viação Niterói, da qual havia sido agregado. Em 1968, Jelson Antunes possuía 5 empresas de ônibus e adquiriu a Auto Viação 1001, que existia desde 1948. Após sua aquisição, funde todas as suas empresas na Auto Viação 1001.
Em 1991, decidiu pela criação da Holding JCA - inicias dos nomes Jelson, Carlos (filho) e Amaury (genro), a fim de concentrar nela o controle das 6 empresas de ônibus rodoviárias que o grupo possui. Em 2002, adquiriu a Viação Cometa, uma das maiores e famosas empresas de ônibus do país. Jelson sempre acalentou o desejo de ter uma empresa com igual padrão de qualidade e, apesar de conseguir até mais de uma, resolveu comprar a própria Cometa assim que surgiu a oportunidade. O grupo JCA fatura por ano quase R$ 250 milhões, possui mais de 1800 ônibus, transporta mais de dois milhões de pessoas por ano e é também dono da concessão do serviço de transporte por barcas entre Niterói e Rio de Janeiro.
Às 20h00 do dia 31 de julho de 2006, Jelson faleceu no Hospital Santa Cruz, em Niterói, aos 78 anos, vítima de um acidente automobilístico acontecido no dia anterior (30 de julho) na Rodovia Niterói-Manilha. Após socorrido e medicado em Itaboraí, teve alta, mas voltou a sentir dores no dia seguinte e foi internado no Hospital Santa Cruz, Niterói, sendo submetido a uma cirurgia devido a uma perfuração no baço, mas infelizmente não resistiu à hemorragia interna.